# 1. Klasse Magdeburg-Anhalt 1940/41

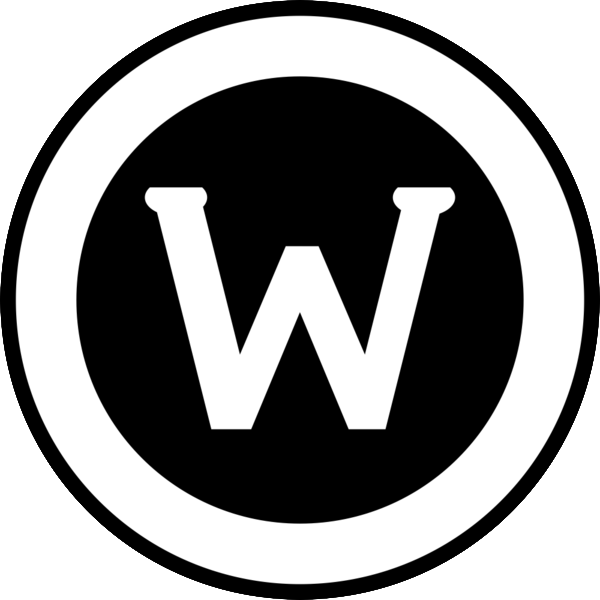
SV Wacker Bernburg – Man sorgte für den Skandal der Klassen-Geschichte 1940/41

Die 1. Klasse Magdeburg-Anhalt 1940/41 war die achte Spielzeit der vormals seit 1933 als Unterbau zur Gauliga Mitte fungierenden zweitklassigen Bezirksklasse Magdeburg-Anhalt. Da die Spielklasse für die nächstjährige Serie wieder auf zehn teilnehmende Vereine aufgestockt werden sollte, spielte man dieses Spieljahr ohne Absteiger aus. Den Meistertitel errang der Dessauer SV 98, der die Klasse erst zu Saisonbeginn als Neuling bereicherte. Punktgleich mit dem Favoriten FV Fortuna Magdeburg eroberten die Muldestädter ihren großen Erfolg. Dieser stand aber direkt nach dem Saisonende noch nicht wirklich fest, da die Spiel-Kommission noch einen Spielwertungs-Einspruch der Männer vom „Hellas-Areal“ zu verhandeln hatte. Dann wurde der Titel spät, aber doch zugunsten der Dessau-98er am Grünen Tisch vergeben und die Freude im Südosten des Bezirkes war groß. Staßfurt 09 und Wacker Bernburg boten eine passable Saison-Leistung an. Oschersleben und die 99er-Preußen vom Königsweg fielen etwas ab, hatten aber mit den beiden hinteren Plätzen wenig zu tun. Die Viktoria von der Zielitzer Straße hielt den VfB Groß-Ottersleben ihrerseits in Schach. Der VfB profitierte dann davon, dass es diese Saison, aus oben erwähnten Gründen, keinen Absteiger gab.
Als Aufstiegs-Bewerber zur 1.Klasse traten wiederum nur drei Vereine an, die auch diese Saison, kollektiv zu dritt den Weg in die höhere Spielklasse antreten durften. Dabei hielten dann der SV 07 Bernburg und die  SpVgg 04 Thale den wiederaufstrebenden FC Preußen Burg auf Distanz. Altmark-Vertreter  FC Viktoria 09 Stendal verzichtete auf die Teilnahme an der Aufstiegsrunde, weil man wegen kriegsbedingt-dezimierter Kader-Alternativen, sowie zu kostenintensiver Reisebedingungen, leider keine konkurrenzfähige Mannschaft für die nächste Saison stellen konnte.

## Abschlusstabelle
Tabellen, Zahlen und Resultate sind aus den im Unterpunkt Quellen notierten Zeitungen entnommen.
Gespielte Spiele: 56 / Erzielte Tore: 311

(8. Spielzeit, (2.Kriegsmeisterschaft) – Saison-Beginn: 1. September 1940)
| Pl. | Verein                         | Sp. | Tore  | Quote | Punkte    |
| --- | ------------------------------ | --- | ----- | ----- | --------- |
| 1.  | Dessauer SV 98 (N)             | 14  | 54:20 | 2,70  | 19:90     |
| 2.  | FV Fortuna Magdeburg (M)       | 14  | 56:33 | 1,70  | a 19:7 a0 |
| 3.  | SV 09 Staßfurt                 | 14  | 56:36 | 1,55  | 18:10     |
| 4.  | SV Wacker Bernburg             | 14  | 34:36 | 0,94  | a 15:11 a |
| 5.  | SC 1910 Oschersleben           | 14  | 33:39 | 0,84  | 13:15     |
| 6.  | MSC Preußen 99                 | 14  | 34:44 | 0,77  | 13:15     |
| 7.  | VfL Viktoria-Neustadt 1860 (N) | 14  | 28:50 | 0,56  | 08:20     |
| 8.  | VfB Groß-Ottersleben           | 14  | 16:53 | 0,30  | 05:23     |

| (M) | Titelverteidiger des Vorjahres     |
| (N) | Aufsteiger aus den 1. Kreisklassen |

(bei Punktgleichheit entschied in allen Klassen und Runden jeweils der Torquotient über die Tabellen-Platzierung)

## Aufstiegsrunde
In der Aufstiegsrunde spielten nur drei der vier Gewinner der einzelnen 2. Kreisklassen um die beiden Aufstiegsplätze zur 1. Klasse Magdeburg-Anhalt 1941/42.
Gespielte Spiele:   6 / Erzielte Tore: 39 / Ausspielung: 22. Juni – 3. August 1941
| Pl. | Verein                                          | Sp. | Tore  | Quote | Punkte |
| --- | ----------------------------------------------- | --- | ----- | ----- | ------ |
| 1.  | SV 07 Bernburg (Sieger 2. Klasse Anhalt)        | 4   | 16:10 | 1,60  | 6:2    |
| 2.  | SpVgg 04 Thale (Sieger 2. Klasse Harz)          | 4   | 13:13 | 1,00  | 4:4    |
| 3.  | FC Preußen 02 Burg (Sieger 2. Klasse Magdeburg) | 4   | 10:16 | 0,62  | 2:6    |

[* Altmark-Vertreter FC Viktoria 09 Stendal verzichtete auf die Teilnahme. Daher erneut nur drei teilnehmende Vereine.]

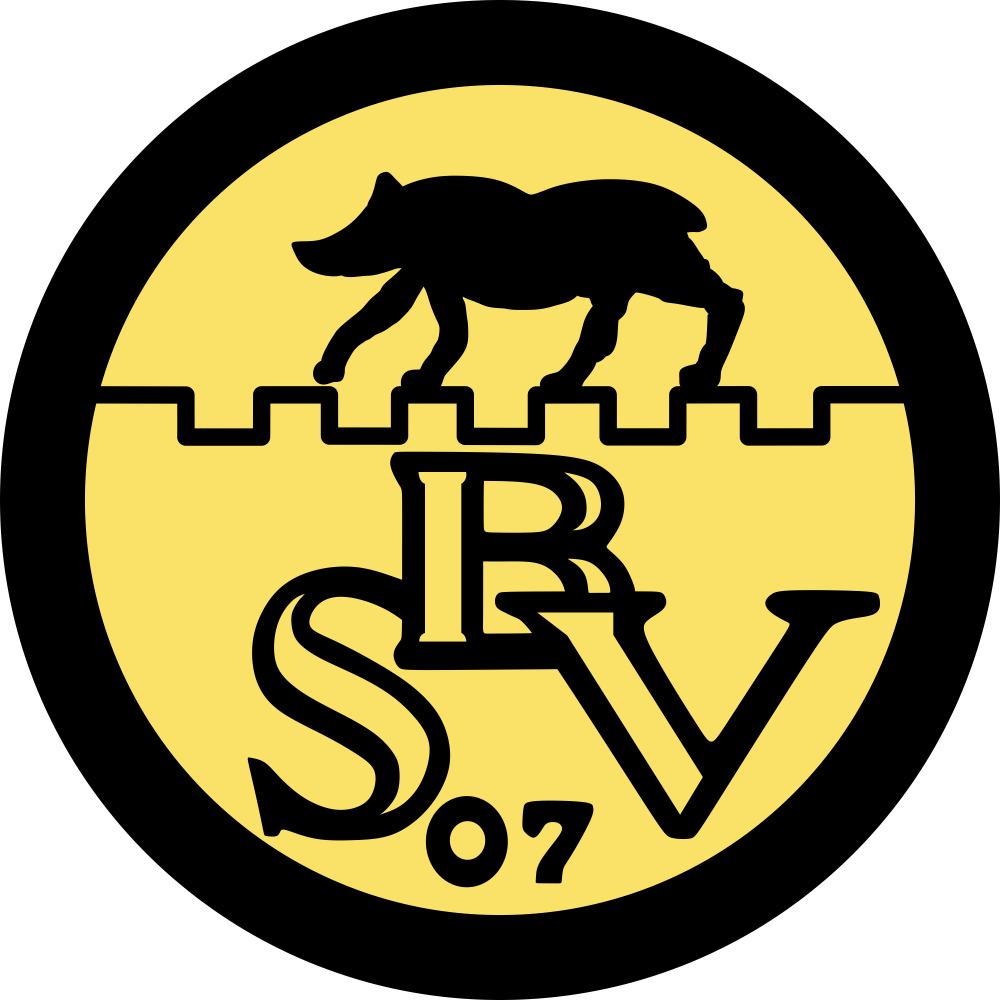
SV 07 Bernburg – Der Bernburger Bär steppte 1941/42 wieder.

- Alle 3 Aufstiegsrunden-Relegations-Teilnehmer stiegen in die 1. Klasse 1941/42 auf, da man die Staffel um zwei Vereine aufstockte.